# Wendelin Werner
Wendelin Werner, francoski matematik, * 23. september 1968, Köln, Nemčija.
1. ↑  Record #1026762294 // Gemeinsame Normdatei — 2012—2016.
2. ↑  Person Profile // Internet Movie Database — 1990.